# Глинково (Тверская область)
Глинково — пригородная деревня в Калининском районе Тверской области. Относится к Никулинскому сельскому поселению.
Расположена южнее Твери, за Тверской объездной дорогой (автомагистраль «Москва — Санкт-Петербург» М10 (E 105)), с запада проходит Старицкое шоссе (28К-0576 «Тверь—Ржев»).
В 1997 году — 27 хозяйств, 61 житель.